# Serial ATA

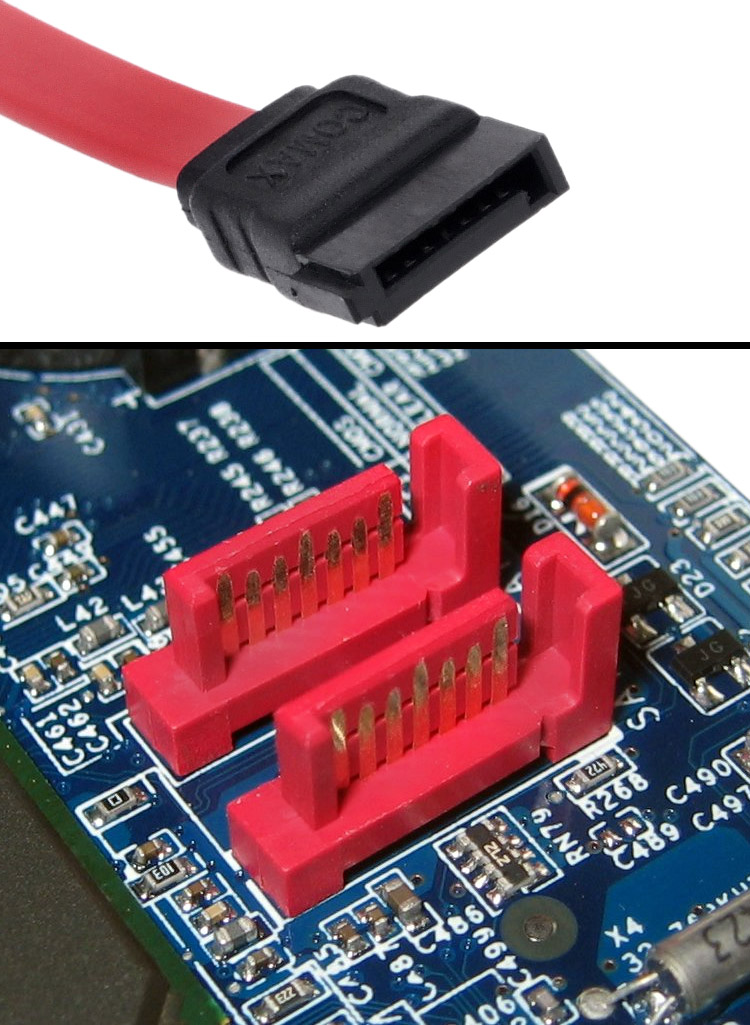
Роз'єми SATA на материнській платі

SATA (англ. Serial ATA) — послідовний інтерфейс обміну даними з накопичувачами інформації (як правило, з жорсткими дисками). SATA є розвитком інтерфейсу ATA (IDE), який після появи SATA був перейменований в PATA (Parallel ATA).
За даними аналітиків IDC, в 2008 році диски S-ATA склали 98% від всіх продажів дисків у світі.

## SATA/150
На початку стандарт SATA передбачав роботу шини на частоті 1,5 ГГц, що забезпечує пропускну здатність приблизно в 1,2 Гбіт/с (150 МБ/с). (20%-а втрата продуктивності пояснюється використанням системи кодування 8B/10B, при якій на кожні 8 біт корисної інформації припадає 2 службових біта). Пропускна здатність SATA/150 незначно вище пропускної здатності шини Ultra ATA (UDMA/133). Головною перевагою SATA перед PATA є використання послідовної шини замість паралельної. Попри те, що послідовний спосіб обміну принципово повільніше паралельного, у цьому випадку це компенсується можливістю роботи на більш високих частотах за рахунок більшої завадостійкості кабелю. Це досягається 1) меншим числом провідників й 2) об'єднанням інформаційних провідників в 2-і виті пари, екрановані заземленими провідниками.

## SATA/300
Стандарт SATA/300 працює на частоті 3 ГГЦ, забезпечує пропускну здатність до 2,4 Гбіт/c (300 МБ/с). Уперше був реалізований у контролері чипсету nForce 4 фірми NVIDIA. Досить часто стандарт SATA/300 називають SATA ІІ.  Теоретично SATA/150 й SATA/300 пристрої повинні бути сумісні (як SATA/300 контролер і SATA/150 пристрій, так і SATA/150 контролер й SATA/300 пристрій) за рахунок підтримки узгодження швидкостей (у меншу сторону), однак для деяких пристроїв і контролерів потрібне ручне виставляння режиму роботи (наприклад, на жорсткому диску фірми Seagate, що підтримують SATA/300, для примусового включення режиму SATA/150 передбачений спеціальний джампер).
Стандарт SATA передбачає можливість збільшення швидкості роботи до 600МБ/с (6 ГГц).

## SATA 3.0
Serial ATA International Organization (SATA-IO), відповідальна за розвиток послідовного інтерфейсу, в травні 2009 опублікувала специфікації стандарту SATA 3.0, здатного передавати дані на швидкості до 6 Гбіт/с, удвічі вище в порівнянні з SATA 2. Специфікацію було опубліковано у серпні 2008, допрацювання тривали до травня 2009. Після публікації специфікації виробники дістали можливість використовувати SATA-3 в комерційних продуктах. Новий стандарт сумісний назад з існуючими версіями SATA, але разом з цим пропонує зручніший роз'єм для підключення компактних 1,8-дюймових дисків і SSD. Покращена передача мультимедійних файлів. Істотних змін в інтерфейсі нема — максимальна довжина кабелю становить 1 метр, причому роз'єми будуть сумісні з ранніми версіями SATA. Проте крім збільшення швидкісних показників також реалізована підтримка додаткового набору команд, які призначені для підвищення ефективності при передачі відео потоку. Підвищення швидкісних показників інтерфейсу передачі даних приведе до підвищення споживаної потужності, але з іншого боку, це приведе до прискореного переходу на нові технології виготовлення управляючих мікросхем.

## Опис SATA
SATA використовує 7-контактний роз'єм замість 40-контактного роз'єму в PATA. SATA-кабель має меншу ширину, за рахунок чого зменшується опір повітрю, що обдуває компоненти комп'ютера; поліпшується охолодження системи.
SATA-кабель за рахунок своєї форми стійкіший до багаторазового підключення. Шнур живлення SATA так само розроблений з урахуванням багаторазових підключень. Роз'єм живлення SATA подає 3 напруги: +12 В, +5 В і +3,3 В; однак сучасні пристрої можуть працювати без напруги +3,3 В, що дає можливість використати пасивний перехідник зі стандартного роз'єму  IDE на SATA. Ряд SATA пристроїв постачається з двома роз'ємами живлення: SATA й Molex.
Стандарт SATA відмовився від традиційного для PATA підключення двох пристроїв на шлейф; кожному пристрою надається окремий кабель, що знімає проблему неможливості одночасної роботи пристроїв, що перебувають на одному кабелі (і затримок, що виникали звідси), зменшує можливі проблеми при збиранні (проблема конфлікту Slave/Master пристроїв для SATA відсутній), усуває можливість помилок при використанні нетермінованих PATA-шлейфів.
Стандарт SATA передбачає гарячу заміну пристроїв і функцію черги команд (NCQ).

## Роз'єми SATA

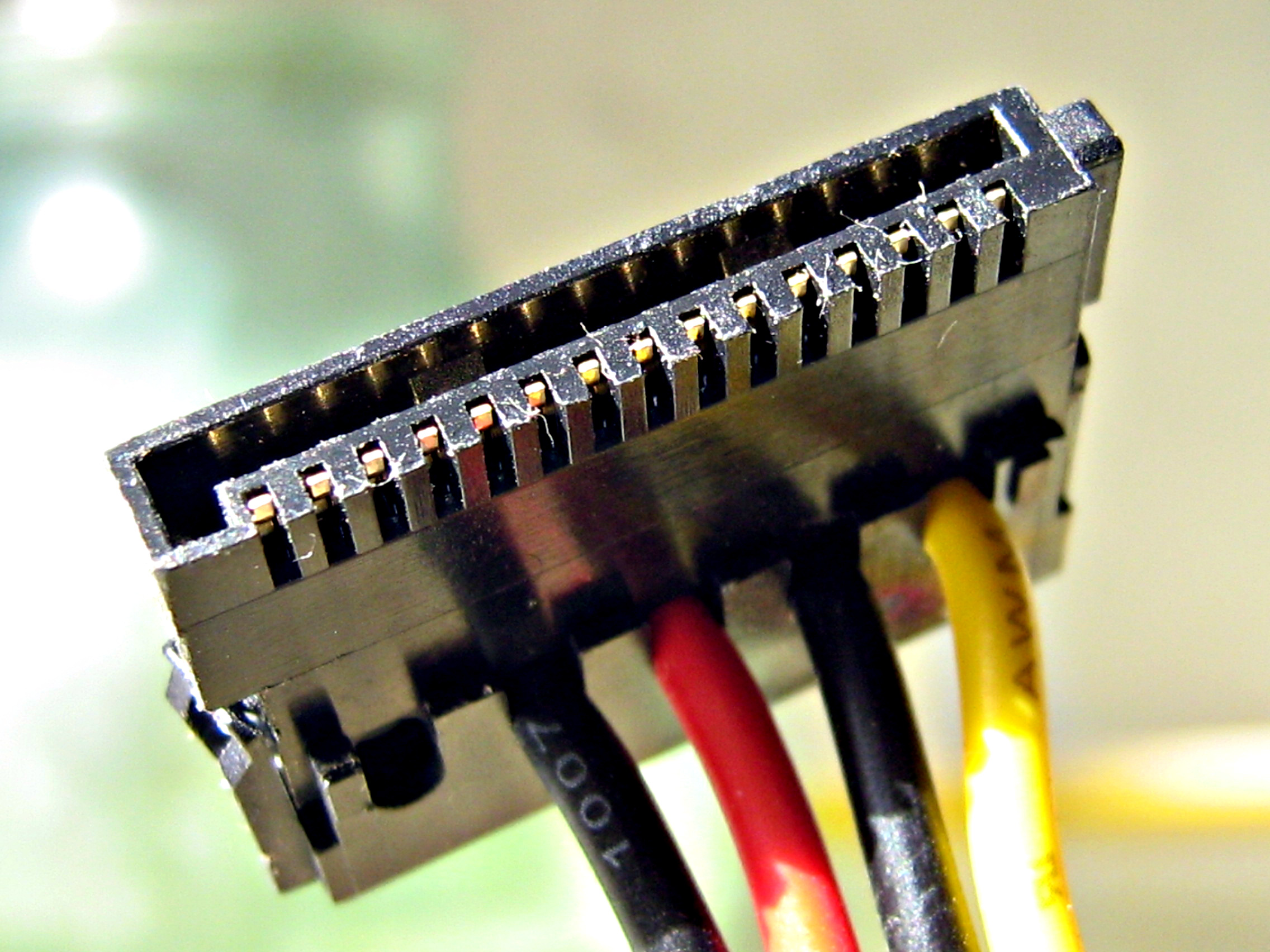
Роз'єм живлення SATA.

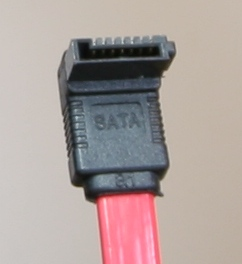
Роз'єм даних SATA.

SATA пристрої використовують два роз'єми: 7-контактний (підключення шини даних) і 15-контактний (підключення живлення). Стандарт SATA передбачає можливість використати замість 15-контактного роз'єму живлення стандартне 4-контактний роз'єм Molex. Використання одночасно обох типів силових роз'ємів може привести до ушкодження пристрою.
G — заземлення (англ. Ground)
R — зарезервовано
D1+,D1−,D2+,D2− — два канали передачі даних (від контролера до пристрою й від пристрою до контролера відповідно). Для передачі сигналу використається технологія LVDS, проведення кожної пари (D1+, D1− і D2+, D2−) є екранованими витими парами.

### Slimline SATA
| Контакт # | Контакт # | Порядок підключення | Призначення          |
| --------- | --------- | ------------------- | -------------------- |
| -         | -         | -                   | Вирівнююча виїмка    |
|           | 1         | 3                   | Присутність пристрою |
|           | 2         | 2                   | +5 В                 |
|           | 3         | 2                   | +5 В                 |
|           | 4         | 2                   | Діагностичний вивід  |
|           | 5         | 1                   | Земля                |
|           | 6         | 1                   | Земля                |

Починаючи з ревізії SATA 2.6 був визначений плоский (slimline) коннектор, призначений для малогабаритних пристроїв — оптичних приводів ноутбуків. Контакт #1 slimline вказує на присутність пристрою, що дозволяє виконувати гарячу заміну пристрою. Slimline signal connector ідентичний стандартній версії. Slimline power connector має зменшену ширину і зменшений крок контактів у ньому, тому коннектори живлення SATA і Slimline SATA повністю не сумісні між собою. Slimline power connector забезпечує лише напругу +5 В, не надаючи напруги +12 і +3,3 В.
Існують дешеві адаптери для перетворення між стандартами SATA і Slimline SATA — різновиди Mobile Rack.

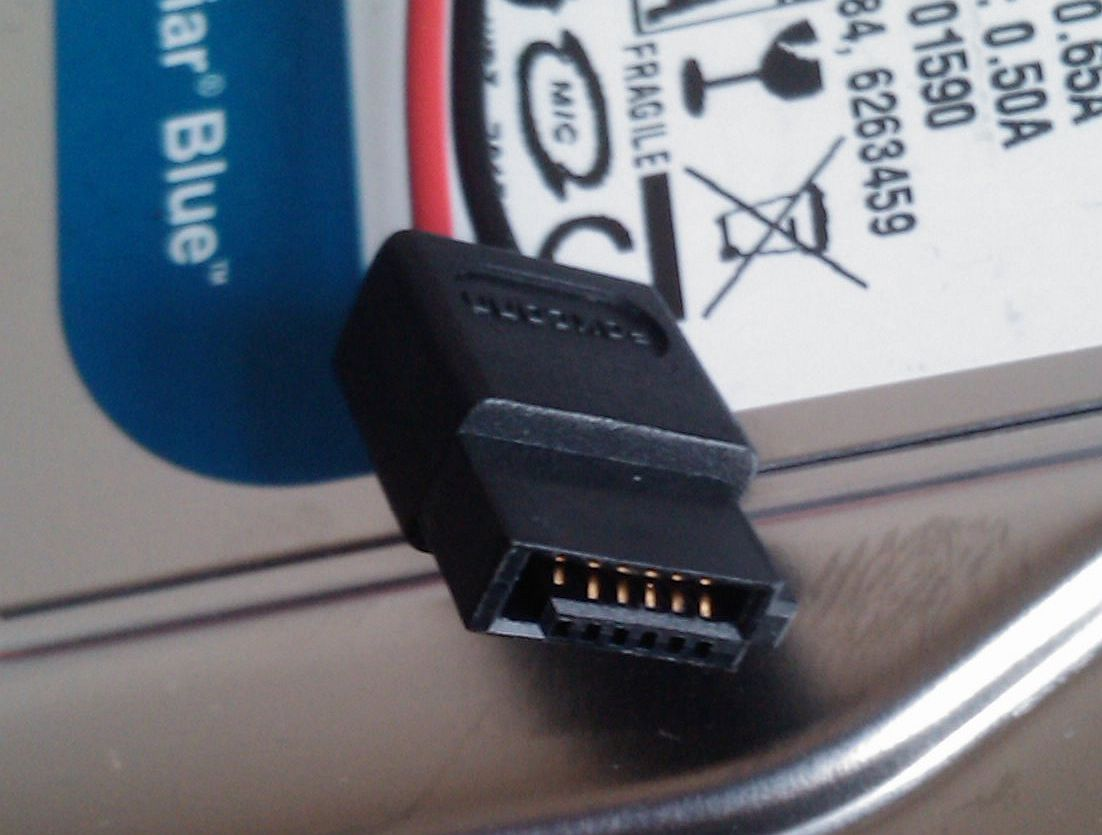
6-контактний роз'єм живлення Slimline SATA
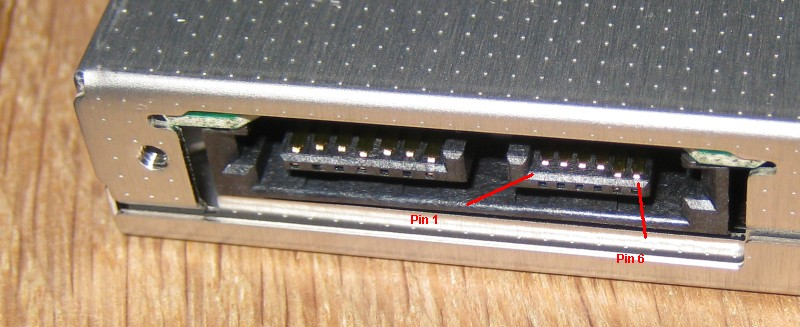
Задня сторона оптичного дисковода ноутбука з Slimline SATA

## eSATA
eSATA (External SATA) — інтерфейс підключення зовнішніх пристроїв, що підтримує режим «гарячої заміни» (англ. Hot-plug). Був створений трохи пізніше SATA (у середині 2004).
Основні особливості eSATA:
- Вимагає для підключення два проведення: шину даних і силовий кабель.
- Обмежений по довжині кабелю даних (близько 2 м).
- Середня практична швидкість передачі даних вище, ніж в USB або IEEE 1394.
- Істотно менше навантажується центральний процесор.

## SAS
Інтерфейс SAS (англ. Serial Attached SCSI) забезпечує підключення по фізичному інтерфейсу, аналогічному SATA, пристроїв, керованих набором команд SCSI. Маючи зворотну сумісність із SATA, він дає можливість підключати до цього інтерфейсу будь-які пристрої, керовані набором команд SCSI — не тільки жорсткі диски, але й сканери, принтери й ін.
У порівнянні з SATA, SAS забезпечує більше розвинену топологію, дозволяючи здійснювати паралельне підключення одного пристрою по двох або більше каналах. Також підтримуються розширювачі шини, що дозволяють підключити кілька SAS пристроїв до одного порту.
SAS й SATA2 у перших редакціях були синонімами. Але, пізніше виробники прийшли до висновку, що реалізовувати SCSI повністю в настільних комп'ютерах недоцільно, тому ми зараз спостерігаємо такий поділ. До слова, такі високі швидкості, закладені в стандарті SATA, на перший погляд можуть здатися зайвими — звичайний SATA HDD (Hard Disc Drive — жорсткий диск) використовує, в найкращому разі, 40-45 % пропускної здатності шини.
MSI реалізує поєднання ESATA і USB в один порт: Power ESATA. Зазвичай ESATA пристроям потрібно додаткове живлення через адаптер або додатковий кабель USB. Це комбінований порт постачання необхідної енергії, так що ніяких додаткових кабелів USB для живлення не потрібно. Крім того, компанія MSI стала першим виробником, що використовує можливості ESATA на AM3 материнській платі: MSI 790FX-GD70.